# Boesenbergia vittata
Boesenbergia vittata là một loài thực vật có hoa trong họ Gừng. Loài này được (N.E.Br.) Loes. mô tả khoa học đầu tiên năm 1930.